# کاپی‌کایا (کوزان)
کاپی‌کایا (به ترکی استانبولی: Kapıkaya) یک منطقهٔ مسکونی در ترکیه است که در قوزان (ترکیه) واقع شده‌است.